# Ipomoea theodori
Ipomoea theodori är en vindeväxtart som beskrevs av O'donell. Ipomoea theodori ingår i släktet praktvindor, och familjen vindeväxter. Inga underarter finns listade i Catalogue of Life.